# Număr dodecagonal
Un număr dodecagonal este un număr figurativ care extinde conceptele de număr triunghiular și număr pătrat până la dodecagon (poligon cu douăsprezece laturi). Spre deosebire de numerele triunghiulare și pătrate, modelele implicate în construcția numerelor decagonale nu sunt simetrice rotațional. Mai exact, al n-lea număr dodecagonal este numărul de puncte dintr-un model de n dodecagoane imbricate, toate având un vârf (colț) comun, unde al i-lea dodecagon al modelului are laturile formate din punctele i distanțate la o unitate unul de celălalt. Numărul dodecagonal Dn este dat de următoarea formulă:
{\displaystyle D_{n}=n(5n-4)=5n^{2}-4n}
Primii termeni ai șirului de numere decagonale sunt:
0, 1, 12, 33, 64, 105, 156, 217, 288, 369, 460, 561, 672, 793, 924, 1065, 1216, 1377, 1548, 1729, 1920, 2121, 2332, 2553, 2784, 3025, 3276, 3537, 3808, 4089, 4380, 4681, 4992, 5313, 5644, 5985, 6336, 6697, 7068, 7449, 7840, 8241, 8652.

## Proprietăți
- Paritatea numerelor dodecagonale alternează consistent.

Relația dintre numerele dodecagonale și cele triunghiulare.
Numerele triunghiulare sunt generate de relația:
{\displaystyle T_{n}={\frac {n(n+1)}{2}}}
Ca urmare, există relația:
{\displaystyle D_{n}=10T_{n-1}+n.}